# Палеографија
Палеографија је помоћна дисциплина историјских наука која изучава древне исторјске рукописе - њихове форме и процесе писања. Назив потиче из грчког језика: palaiós - старо и graphein- писање. Палеографија проучава писмо, облике слова, материјал на коме се писало, водене и друге писане знакове на хартији, уметничке украсе код руком писаних књига и њихов повез. Палеографија се бави облицима и процесима писања; не текстуалним садржајем докумената. У ову дисциплину укључена је пракса дешифровања, читања и датирања рукописа, и културни контекст писања, укључујући методе помоћу којих су писање и књиге настале, и историја скрипторијума.
Временом су се развиле и специјалности у овиру палеографије: епиграфика (проучава писма на споменицима), сигилографија (проучава писма на печатима), нумизматика (проучава писма на новцу и стари новац) итд. Главне задатке палеографије дефинисао је Лудвиг Траубе, на преласку из 19. у 20. век. По њему практична страна палеографије се састоји у тачном читању рукописа свих врста извора, а научна страна у одређивању старости, врсте и места постанка неког писма, односно рукописа.

## Примена
Палеографија може бити основна вештина историчара и филолога, јер аресира две главне потешкоће. Прво, с обзиром да се стил поједине абецеде у сваком датом језику непрекидно развијао, неопходно је знати како да се дешифрују њене појединачни знаци какви су постојали у разним епохама. Друго, писари су често користили многе скраћенице, обично како би писали брже, а понекад и ради уштеде простора, тако да специјалиста-палеограф мора знати како да их протумачи. Познавање појединих форми слова, лигатура, интерпункције и скраћеница омогућава палеографу да чита и разуме текст. Палеограф прво мора да зна језик текста (то јест, мора да постане стручњак за одговарајуће раније облике ових језика); и друго, историјске употребе различитих стилова рукописа, уобичајене писмене обичаји и писарске или нотарске скраћенице. Филолошко знање језика, речника и граматике који су генерално кориштени у одређено време или на неком месту може помоћи палеографима да идентификују древне или новије фалсификате наспрам аутентичних докумената.
Познавање писаног материјала такође је неопходно за проучавање рукописа и утврђивање периода у којима је документ или рукопис можда настао. Важан циљ може бити додељивање тексту датума и места настанка: зато палеограф мора узети у обзир стил и формирање манускрипта и рукопис који се у њему користи.

### Датирање докумената
Палеографија се може користити за пружање информација о датуму настанка документа. Међутим, „палеографија је крајње уточиште за датирање“ и, „за ручно копиране књиге, период од 50 година најмање је прихватљив распон времена“, с тим што се сугерише да генерлно треба треба избегавати примену датирање ручно копираних текстова са опсегом мањим од бар седамдесет или осамдесет година. У једној напомени написаној 2005. године у једном имејлу као додатак свом чланку „Палеографско датирање П-46“ из 1996. године Брус В. Грифин изјавио је „Док се не развију ригорозније методологије, тешко је конструисати интервал поузданости од 95% за НТ [Нови завет] рукописе без да се дозволи бар један век за приписани датум.“ Вилијам М Шнаједвинд отишао је још апстрактније у оносу на свој рад из 2005. „Проблеми палеографског датирања натписа“ и изјавио да се „такозвана наука о палеографији често ослања на кружно резоновање, јер нема довољно података за извођење прецизних закључака о датирању. Научници такође теже да поједностављују дијахронијског развоја, претпостављајући моделе једноставности, а не сложености".

## Историја
У 17. веку почињу прва палеографска истраживања у оквирима критичке историје. Историографи тог доба посумњали су у аутентичност неких повеља из меровиншког и каролиншког раздобља у поседу бенедиктинског манастира Ст. Денис у близини Париза. Везано за тај спор настало је дело француског бенедиктинца Жана Мабилона (1632-1707) De re diplomatica libri VI (1681) у коме је учињен први покушај класификације типова латинског писма.
1708. Бернард де Монтфаукон у свом јелу 'Palaeographia graeca sive de ortu et progressu litterarum изложи је процес развоја грчког писма. По овом делу палеографија је добила своје име.
Пуни развој палеографија постиже тек у 19. веку. У време се формирају нове методе засноване на новим техничким проналасцима. Оснивају посебни палеографски заводи и школе.
Многи натписи и богата рукописна оставштина с подручја јужнославенских земаља, садржана у рукописима и повељама које су написане у разним типовима латинице, глагољице и ћирилице, подстакли су веома рано рад словенских хисториографа.
Крајем 18. века Руски палеографи Алексеј Иванович Соболевски, П. А. Лавров и Евфимиј Фјодорович Карски дали су значајне радове за ћириличку у палеографију, док је Чех Јосеф Ваис дао исцрпну глагољску палеографију.

## Сољашње везе
- French Renaissance Paleography (A scholarly site providing over 100 French manuscripts from 1300 to 1700 with tools for deciphering and transcribing them.)
- 'Manual of Latin Palaeography' (A comprehensive PDF file containing 82 pages profusely illustrated, January 2017).
- Palaeography: reading old handwriting 1500 – 1800: A practical online tutorial, from the National Archives (UK)
- A comprehensive survey of all the important aspects of medieval palaeography.
- A scholarly maintained web directory on palaeography.
- Guide to the Paleography Study Collection 1250-1791
- Another scholarly maintained web directory on palaeography (200 links with critical comments, in French).
- Comprehensive bibliography (1,200 detailed references with critical comments in French).
- Online Tuition in the Palaeography of Scottish Documents 1500–1750
- An introduction to Greek and Latin palaeography by Thompson, Edward Maunde – Outdated (published 1912) but good and useful illustrated handbook, available as facsimile.
- Free palaeographical fonts
- Self-correcting medieval palaeography exercises (13th and 14th century)
- 12th to 17th century manuscripts originating from Europe and the Middle East, Center for Digital Initiatives, University of Vermont Libraries
- Interactive Album of Mediaeval Palaeography Collection of online exercises for the transcription of a variety of scripts, from 8th to 15th century
- Walter Burley, Commentarium in Aristotelis De Anima L.III Critical Edition by Mario Tonelotto : an example of critical edition from 4 different manuscripts (transcription from medieval palaeography).
- ELM, a database of manuscripts written in Latin before 800 Архивирано на веб-сајту  (9. децембар 2017)
- French paleography with Paleo-en-ligne.fr : free introductory cycle
- DILE Project. Diálogo de la Lengua. Paleographic transcription and to modern Spanish of the facsimile manuscript in the Biblioteca Nacional de España.